# Phoenix (Raumgleiter)

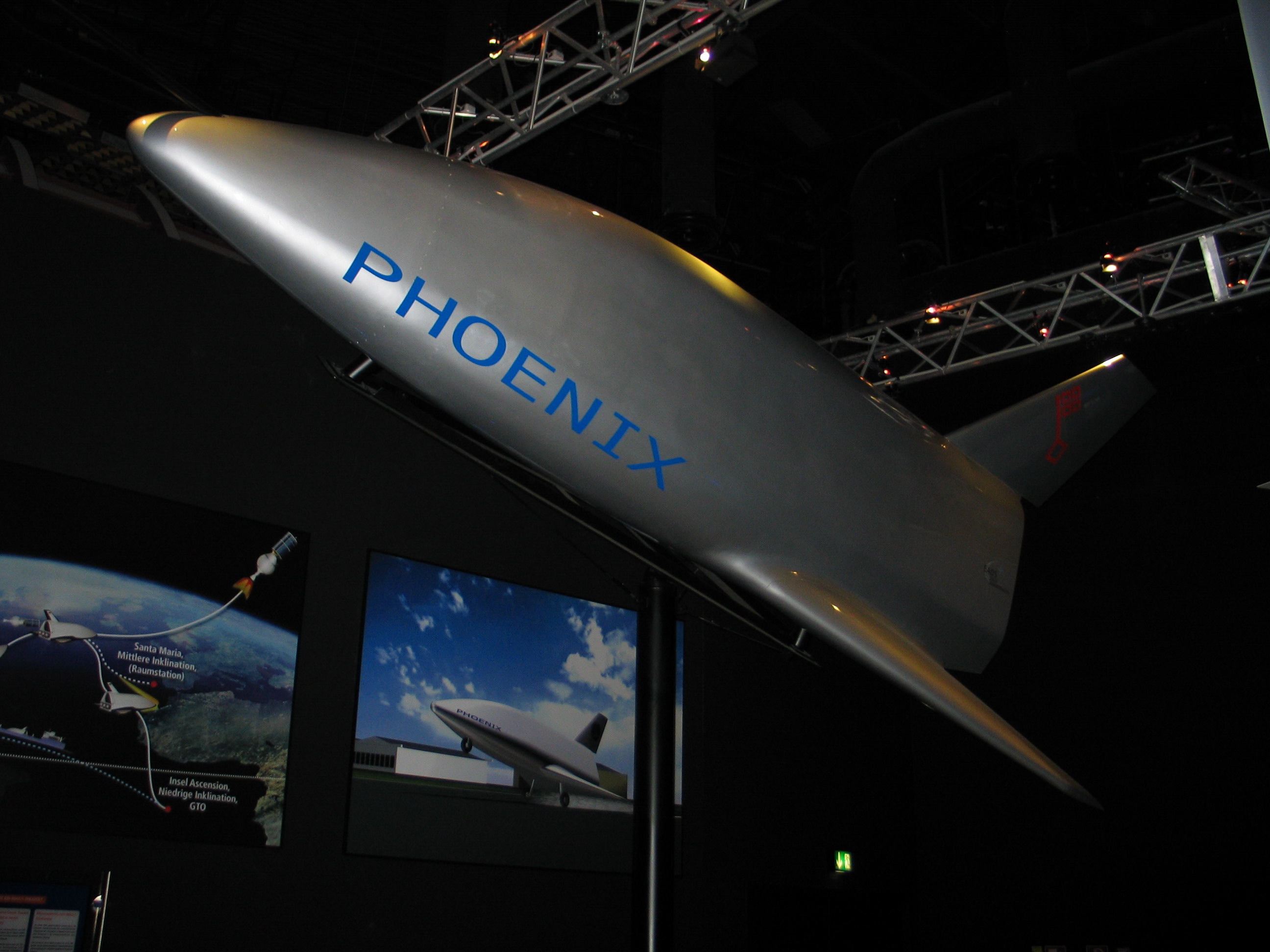
Modell von Phoenix

Phoenix war ein etwa sieben Meter langes und 1200 kg schweres, flugfähiges Testmodell des europäischen unbemannten suborbitalen Raumgleiters Hopper, der als wiederverwendbare und preisgünstige Alternative zu Einweg-Trägerraketen geplant war und die Ariane-5-Rakete nach dem Jahr 2020 ersetzen sollte.
Nach verschiedenen Windkanaltests und Rollversuchen, bei denen die Brems- und Steueranlagen getestet wurden, wurde im Mai 2004 eine Flugversuchskampagne auf dem Flugplatz Vidsel in Nordschweden (⊙) erfolgreich durchgeführt. Dabei wurde das Modell von einem Boeing-Vertol CH-46 Hubschrauber auf ca. 2400 m Höhe gebracht und mit ca. 80 Knoten (entsprechend ca. 40 m/s) Fluggeschwindigkeit freigesetzt, woraufhin es nach einem 90-sekündigen gesteuerten Gleitflug vollautomatisch landete. Dieses Manöver diente dem Test der Landungsautomatik und der Flugeigenschaften.
Insgesamt wurden drei Testflüge durchgeführt:
- Testflug 1: Samstag, 8. Mai 2004
  - nominales Flugszenario, d. h. Abwurf auf Landebahnachse
  - optimale Wetterbedingungen (nahezu wolkenlos, schwacher Heckwind, wenig Turbulenzen)
  - nahezu perfekter Erstflug

- Testflug 2: Donnerstag, 13. Mai 2004
  - nominales Flugszenario (Wiederholung des ersten Testflugs)
  - gute Wetterbedingungen (wolkenlos, schwach bis moderater Gegenwind, wenig Turbulenzen)
  - perfekte Wiederholung des Erstflugs

- Testflug 3: Sonntag, 16. Mai 2004
  - erweitertes Flugszenario: geplant war der Abwurf parallel zur Landebahnachse mit einem lateralen Versatz von 100 m. Tatsächlich erfolgte der Abwurf mit einem lateralen Versatz von 126 m und einer Orientierung der Längsachse des Demonstrators, die um 4.8° nach außen von der Landebahnachse abwich. Dadurch wurde ein maximaler lateraler Versatz von 245 m erreicht.
  - akzeptable Wetterbedingungen (zunächst wolkenlos mit zunehmender Wolkenbildung, moderater Gegenwind, moderate Turbulenzen)
  - erfolgreiche Landung

Bis Anfang 2004 waren 8,2 Millionen Euro in das Projekt investiert worden. Das Land Bremen beteiligte sich mit 4,3 Millionen Euro. Insgesamt waren 16 Millionen Euro vorgesehen.